# Sulfolan
Sulfolan är en organisk svavelförening med summaformeln C4H8SO2.

## Egenskaper
Sulfolan har en sulfongrupp vilket gör molekylen polär samtidigt som ringen med fyra kolatomer ger den opolär stabilitet. Dessa båda egenskaper gör den blandbar med både polära ämnen som vatten och opolära kolväten.

## Framställning
Ursprungligen framställdes sulfolan genom att låta svaveldioxid reagera med butadien vilket ger sulfolen som sedan hydrogeneras med vätgas till sulfolan.
   +      {\displaystyle \rightarrow }     +  H2  {\displaystyle \rightarrow }   

## Användning
Sulfolan utvecklades av oljebolaget Shell på 1960-talet som ett lösningsmedel för raffinering av butadien. Idag används det i stor utsträckning för rening av olika petrokemiska produkter, till exempel för att separera aromatiska kolväten.